# Tadashi Takayanagi
Tadashi Takayanagi (en japonais 高柳 匡 Takayanagi Tadashi), né le 11 octobre 1975 à Tokyo, est un physicien théorique japonais. Il est professeur à l'Institut Yukawa de Physique Théorique à l'université de Kyoto.

## Biographie
Takayanagi a étudié la physique à l'université de Tokyo, où il a obtenu son baccalauréat en 1998 et sa maîtrise en 2000, et a obtenu son doctorat de Tōru Eguchi en 2002 (théorie Superstring en fond Melvin). Il a été chercheur postdoctoral à l'université Harvard (Jefferson Physical Laboratory) jusqu'en 2005 et à l'Institut Kavli de physique théorique de Santa Barbara en 2005/06. En 2006, il est devenu professeur adjoint, professeur agrégé en 2008 et professeur 2012 à Kyoto. Il est également chercheur à l'Institut Kavli pour la Physique et les Mathématiques de l'Univers (Kavli IMPU) à Kashiwanoha.
Il s'intéresse à la théorie des cordes et est connu pour un travail avec Shinsei Ryū à partir de 2006, dans lequel ils calculent l'entropie de l'intrication quantique dans les théories de champ conformal sur Bekenstein-Hawking entropie des trous noirs dans le contexte de principe holographique de Juan Martín Maldacena, dans laquelle les théories de champ conformal sur une surface forment une théorie gravitationnelle dans un volume fermé.
En 2015, il a reçu le Prix Nouveaux Horizons en Physique avec Shinsei Ryū, Horacio Casini et Marina Huerta (de). En 2011, il a reçu le prix Yukawa-Kimura de la Fondation Yukawa Memorial et en 2013, il a reçu le prix Nishinomiya-Yukawa (de) avec Ryū. En 2016, il a reçu le prix Nishina.

## Publications
- avec Ryu: Holographic derivation of entanglement entropy from AdS/CFT, Phys. Rev. Lett., Band 96, 2006, S. 181602, Arxiv
- avec Ryu, Tatsuma Nishioka: Holographic entanglement entropy: an overview, J.Phys. A, Band 42, 2009, S. 504008, Arxiv